# Yamaha Pacifica 212 VQM CMB
Yamaha Pacifica 212 VQM CMB – gitara elektryczna marki Yamaha, serii Pacifica. Gitara posiada charakterystyczne przetworniki, zapewniające szeroką skalę dźwięku - od ciężkich niskich brzmień po wysokie cięcia. Jej zastosowanie jest uniwersalne, dzięki układowi HSS. W ten sposób jest wykorzystywana zarówno do muzyki metalowej jak i "lżejszej".